# Eupterote amaena
Eupterote amaena är en fjärilsart som beskrevs av Walker 1855. Eupterote amaena ingår i släktet Eupterote och familjen Eupterotidae. Inga underarter finns listade i Catalogue of Life.